# Adolph Schlyssleder
Adolph Schlyssleder, auch Adolph Schlissleder, Schlyßleder, Schiessleder (* 28. Juni 1909 in München; † 3. Mai 1995 in Stephanskirchen) war ein deutscher Filmeditor, Regieassistent und Regisseur.

## Leben
Der gebürtige Adolph Schlissleder besuchte nach dem Besuch der Oberrealschule eine Fotofachschule. Im Jahr 1937 begann er unter dem Namen Adolph Schiessleder seine filmischen Aktivitäten als Regieassistent – eine Tätigkeit, die er bis in die frühen 1960er-Jahre hinein ausübte. Nur bei dem weiß-blauen Schwank Der Hochtourist erhielt er inmitten des Zweiten Weltkriegs die Gelegenheit, auch Regie zu führen. Ansonsten konzentrierte sich Schlyssleder, der sich zwischenzeitlich im Schneideraum hatte fortbilden lassen, seit 1944 auf seine zweite hauptberufliche Tätigkeit: die eines Schnittmeisters.
Bis weit in die 1970er-Jahre hinein war der Bayer für den Filmschnitt zahlreicher eher schlichten Unterhaltungsfilme verantwortlich; in der ersten Hälfte der 1950er-Jahre vor allem von bajuwarischen Stoffen aus der Peter-Ostermayr-Produktion. Im Jahr 1955 folgte Schlyssleder einer Einladung nach Frankreich und montierte die deutsche Endfassung von Max Ophüls’ Meisterwerk Lola Montez, zugleich auch der wichtigste Film seiner gesamten Karriere. Seine späteren Arbeiten – erneut überwiegend Lustspiele – sind von geringerer Bedeutung.
Schlyssleder hat auch gelegentlich für das Fernsehen gearbeitet.

## Filmografie (als Editor)
- 1941: Alarmstufe V
- 1942: Der Hochtourist (nur Regie)
- 1942: Peterle
- 1945/47: Der Millionär
- 1947: Zwischen gestern und morgen
- 1948: Das verlorene Gesicht
- 1944/49: Münchnerinnen
- 1949: Heimliches Rendezvous
- 1949: Verspieltes Leben
- 1950: Geliebter Lügner
- 1950: Kein Engel ist so rein
- 1944/50: Schuß um Mitternacht
- 1950: Alles für die Firma
- 1950: Küssen ist keine Sünd
- 1951: Die Alm an der Grenze
- 1951: Drei Kavaliere
- 1952: Straße zur Heimat
- 1952: Der Herrgottschnitzer von Ammergau
- 1953: Der Klosterjäger
- 1953: Ehestreik
- 1954: Schule für Eheglück
- 1954: Schloß Hubertus
- 1954: Geliebtes Fräulein Doktor
- 1955: Lola Montez
- 1956: Die fröhliche Wallfahrt
- 1957: Rot ist die Liebe
- 1957: Vater, unser bestes Stück
- 1957: Zwei Bayern im Harem
- 1958: Mikosch, der Stolz der Kompanie
- 1958: Mein Mädchen ist ein Postillion
- 1958: Wenn Mädchen ins Manöver zieh’n
- 1958: Gräfin Mariza
- 1958: Wochenend in Tanger (Kurzfilm, nur Regie)
- 1959: Heimat unter heißer Sonne (Cavalcade)
- 1959: Ein Sommer, den man nie vergißt
- 1960: Juanito
- 1960: Immer will ich dir gehören
- 1960: Hamlet, Prinz von Dänemark (Fernsehfilm)
- 1961: Der Hochtourist
- 1961: Jack Mortimer (Fernsehfilm)
- 1962: Sein bester Freund
- 1964: Volles Herz und leere Taschen (…e la donna creò l'uomo)
- 1964–1965: Das Kriminalmuseum (Fernsehserie, zwei Folgen)
- 1965: Die fünfte Kolonne (Fernsehserie, eine Folge)
- 1966: Der Rivonia-Prozess
- 1970–1973: Gestern gelesen (Fernsehserie, 25 Folgen)
- 1973: Das fliegende Klassenzimmer
- 1973: Tornado (Kurzfilm)
- 1974: Als Mutter streikte
- 1975: Abelard – Die Entmannung
- 1977: Unordnung und frühes Leid
- 1977: Die Jugendstreiche des Knaben Karl
- 1978: Das verschollene Inka-Gold (Fernsehfilm)